# Akino Arai
Akino Arai (Tóquio, 21 de agosto de 1959) é uma cantora, compositora e letrista japonesa de várias músicas de temas de anime e shows.

## Biografia
Arai ingressou na Victor Music Entertainment depois de se formar na universidade. Ela trabalhou em colaborações com vários artistas de lá. Seu primeiro single, Yakusoku, foi lançado em 1986 e foi usado como uma música de inserção do anime Windaria. Ela também lançou o álbum Natsukashii Mirai. Em 1988, ela deixou sua agência. Em 1992, lançou os singles Kaze to Tori to Sora ~ reincarnation ~ e Kooru Sona, que foram usados como músicas para o anime Record of Lodoss War e para o filme The Weathering Continent, respectivamente.
Sua atividade no anime continuou com Please Save My Earth. Em 1994, ela cantou Voices para o Macross Plus OVA, onde também foi a voz de Myung Fang Lone e Sharon Apple. Mais tarde, ela lançaria seu primeiro álbum de compilação, Sora no mori, em 1997. Ela escreveu e apresentou as duas músicas finais do anime Outlaw Star de 1998 e contribuiu com músicas para Record of Lodoss War: Chronicles of the Heroic Knight. Em 1999, ela lançou Kanaete para o anime Puppet Master Sakon. Em 2001, ela lançou "Hana no katachi" como música de Daichis - Earth Defense Family. "Kusei Toshi" foi lançado no Tokyo Underground em 2002, e "Natsukashii umi" foi uma música de abertura para Kurau: Phantom Memory.
Em 2009, ela apresentou o tema de abertura da série de televisão anime Spice and Wolf II, que foi ao ar em 2013. Em 2012, ela forneceu música para o curta-metragem de 10 anos da Shibuya International chamado Birth.
Arai já se apresentou em muitas convenções, festivais de música e clubes. Em 2005, ela comemorou seu 20º aniversário em sua carreira musical com o álbum de compilação, Sora no Uta, e saiu em turnê pela França e Alemanha em 2006. Em 24 de março de 2013, ela se apresentou na Universidade Politécnica de Hong Kong como sua primeira aparição ao vivo na Ásia fora do Japão.
Arai trabalhou com muitos artistas diferentes. Em 1989, ela se juntou a Tomoko Tane em alguns de seus álbuns. Ela também trabalhou com Yuri Shiratori e compôs faixas para o álbum deste último. Em 1998, ela e Yayoi Yula lançaram o álbum Goddess in the morning. Ela se juntou a uma banda chamada Marsh-mallow, que lançou um álbum homônimo em 2001. Em 2011, ela trabalhou com um novo grupo de música, lançando o RuRu Chapeau.
Arai organizou um programa de rádio semanal de uma hora chamado Viridian House e também nomeou seu site depois disso.